# Bicabi
Bicabi is een bestuurslaag in het regentschap Sumenep van de provincie Oost-Java, Indonesië. Bicabi telt 2881 inwoners (volkstelling 2010).